# Ben Allen (triathlon)
Pour les articles homonymes, voir Ben Allen et Allen.
Ben Allen né le 19 janvier 1985 est un triathlète professionnel australien, multiple vainqueur sur le circuit de triathlon cross Xterra.

## Biographie

### Jeunesse
Ben Allen se destine dès l'age de 9 ans et jusqu'à l'âge de 20 ans au sauvetage en mer en participant à du sauvetage sportif, il pratique dans cette optique la natation en mer, le paddle et de la compétition de surf ski. La fédération de triathlon d'Australie détecte son potentiel de triathlète. Il accepte alors le défi et commence à concourir en triathlon courte distance en 2008, mais ne se sentant pas à son aise, il se tourne versle triathlon cross, qui correspond plus à ses sports de passion, le VTT et course à pied sur sentiers. En 2010, il participe à sa première course Xterra en Nouvelle-Zélande,.

### Carrière en triathlon
En 2013, Ben Allen remporte le record de sept triathlon Xterra, dont Saipan, Guam de la Malaisie, des Philippines et de l'Angleterre. Il termine la même année troisième des championnats du monde Xterra à Maui aux États-Unis. Place qu'il retrouvera de nouveau en 2014 et en 2016,.
En 2014, Ben remporte le Xterra Great Ocean Road . Une année plus tard, il monte sur la première place du podium de l'Xterra Allemagne devant le Sud-Africain Bradley Weiss. Toujours en 2015, il bat son adversaire principal l'espagnol Roger Serrano pour prendre la première place à l'Xterra Tchéquie.

### Vie privée
Fils de Janelle et Dennis Allen, une petite sœur Candice. Ben Allen est marié à la triathlète britannique de triathlon cross (double vice-championne du monde en 2017 et 2019) Jacqueline Slack (en) en mars 2017. Ils vivent à Lake Crackenback (Wollongong).

## Palmarès en triathlon
Le tableau présente les résultats les plus significatifs (podium) obtenus sur le circuit national et international de triathlon et de triathlon cross depuis 2011.
| Année | Compétition                                            | Pays             | Position           | Temps           |
| ----- | ------------------------------------------------------ | ---------------- | ------------------ | --------------- |
| 2019  | Championnat d'Australie de triathlon cross             | Australie        | Médaille d'or      | 2 h 19 min 56 s |
| 2016  | Championnat du monde de triathlon cross - relais mixte | Australie        | Médaille d'or      | 1 h 44 min 54 s |
| 2016  | Championnat du monde Xterra - Maui                     | États-Unis       | Médaille de bronze | 2 h 53 min 50 s |
| 2016  | Xterra Malaisie                                        | Malaisie         | Médaille d'or      | 2 h 55 min 42 s |
| 2015  | Xterra Allemagne                                       | Allemagne        | Médaille d'or      | 2 h 25 min 36 s |
| 2015  | Xterra Guam                                            | Guam             | Médaille d'or      | 2 h 26 min 28 s |
| 2015  | Xterra Saipan                                          | États-Unis       | Médaille d'or      | 2 h 40 min 25 s |
| 2015  | Xterra Tchéquie                                        | Tchéquie         | Médaille d'or      | 2 h 40 min 19 s |
| 2014  | Championnat du monde Xterra - Maui                     | États-Unis       | Médaille de bronze | 2 h 34 min 50 s |
| 2014  | Xterra Saipan                                          | États-Unis       | Médaille d'or      | 2 h 34 min 29 s |
| 2014  | Xterra Great Ocean Road                                | Nouvelle-Zélande | Médaille d'or      | 1 h 57 min 14 s |
| 2013  | Championnat du monde Xterra - Maui                     | États-Unis       | Médaille de bronze | 2 h 36 min 24 s |
| 2013  | Xterra Angleterre                                      | Royaume-Uni      | Médaille d'or      | 2 h 16 min 9 s  |
| 2013  | Xterra Guam                                            | Guam             | Médaille d'or      | 2 h 29 min 42 s |
| 2013  | Xterra Philippines                                     | Philippines      | Médaille d'or      | 2 h 37 min 40 s |
| 2013  | Xterra Saipan                                          | États-Unis       | Médaille d'or      | 2 h 36 min 36 s |
| 2013  | Xterra Grèce                                           | Grèce            | Médaille d'or      | 2 h 17 min 37 s |
| 2013  | Xterra Malaisie                                        | Malaisie         | Médaille d'or      | 2 h 28 min 31 s |
| 2013  | Xterra Nouvelle-Zélande                                | Nouvelle-Zélande | Médaille d'or      | Timing          |
| 2012  | Ironman 70.3 Majorque                                  | Espagne          | Médaille de bronze | 4 h 12 min 51 s |
| 2012  | Xterra Guam                                            | Guam             | Médaille d'or      | 2 h 23 min 1 s  |
| 2012  | Xterra Philippines                                     | Philippines      | Médaille d'or      | 2 h 30 min 5 s  |
| 2012  | Xterra Saipan                                          | États-Unis       | Médaille d'or      | 2 h 31 min 5 s  |
| 2012  | Xterra Nouvelle-Zélande                                | Nouvelle-Zélande | Médaille d'or      | Timing          |
| 2011  | Xterra Brésil                                          | Brésil           | Médaille d'or      | Timing          |